# Neoclytus jibacoense
Neoclytus jibacoense är en skalbaggsart som beskrevs av Fernando de Zayas 1975. Neoclytus jibacoense ingår i släktet Neoclytus och familjen långhorningar.
Artens utbredningsområde är Kuba. Inga underarter finns listade i Catalogue of Life.